# Napier Deltic

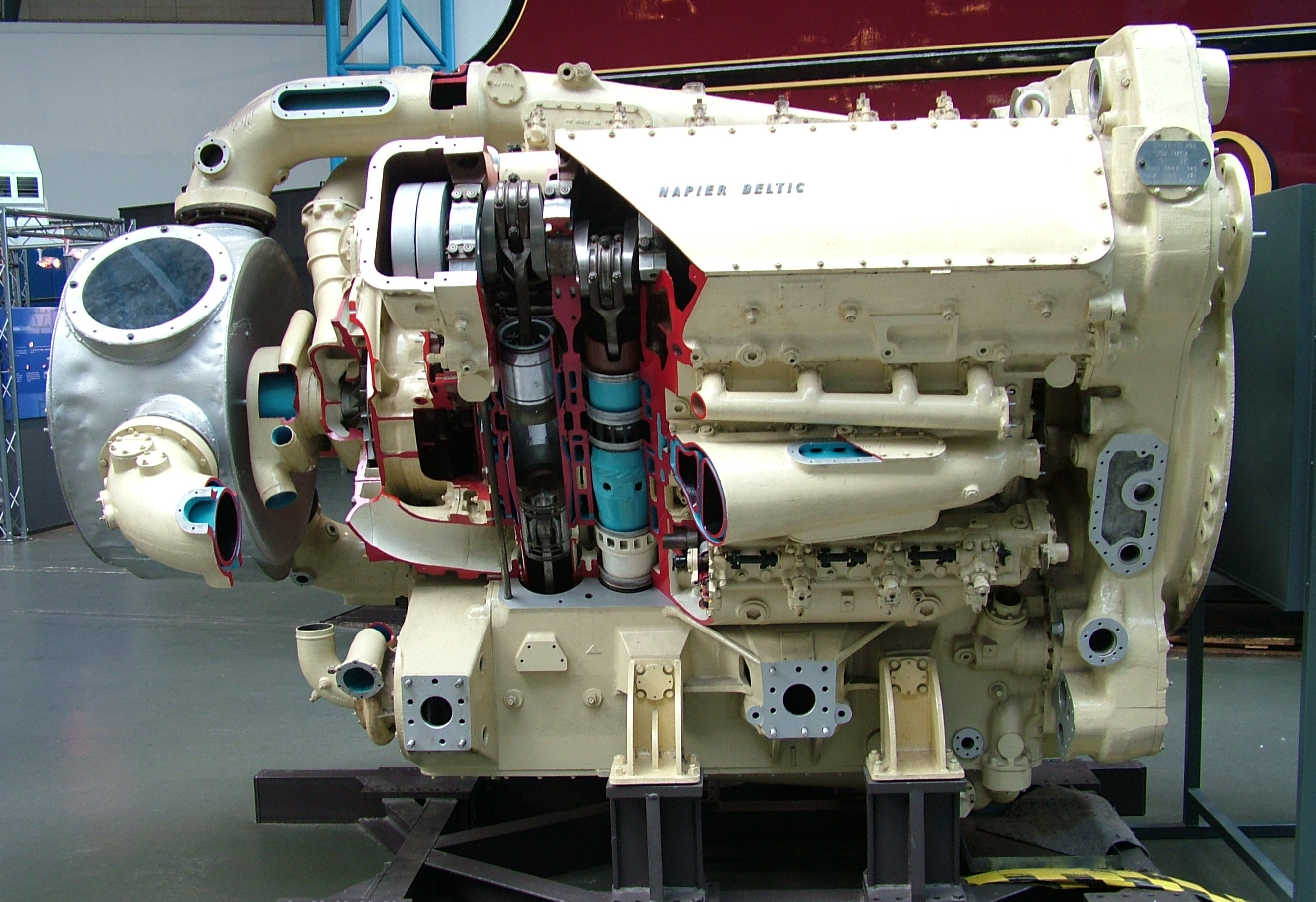
Silnik Napier Deltic w National Railway Museum, Wielka Brytania.

Napier Deltic – dwusuwowy silnik wysokoprężny o przeciwbieżnych tłokach, zaprojektowany i produkowany przez brytyjską firmę Napier & Son. Termin Deltic pochodzi od greckiej litery Delta, która odwrócona obrazuje układ cylindrów tego silnika.

## Testy i wykorzystanie w Marynarce Wojennej

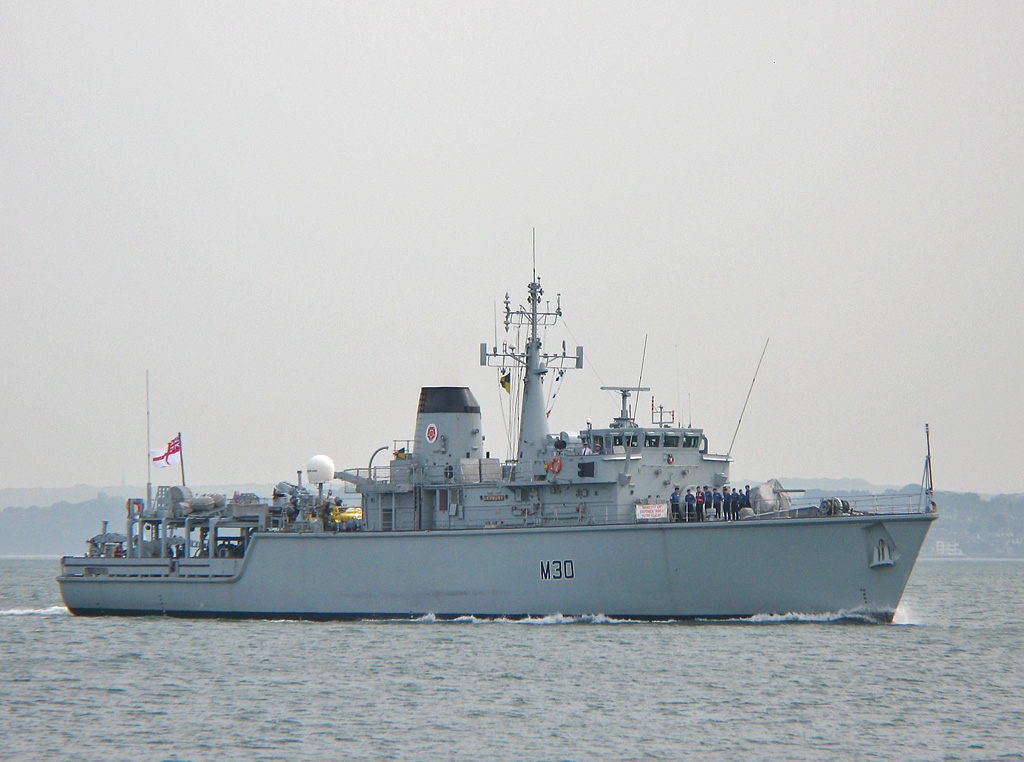
Okręt klasy Hunt HMS Ledbury, napędzany silnikiem Deltic.

Silnik powstał na potrzeby brytyjskiej Royal Navy. W 1944 roku została powołana komisja do zbadania możliwości opracowania mocnego i lekkiego silnika wysokoprężnego, który mógłby zastąpić stosowane wówczas silniki benzynowe. W 1947 roku rozpoczęto prace rozwojowe silnika Deltic i w marcu 1950 roku została ukończona pierwsza prototypowa jednostka napędowa. W styczniu 1952 roku było gotowych już sześć silników, które przeszły wiele prób wytrzymałościowych. Po udanych testach silniki Deltic montowano w różnych typach łodzi bojowych używanych w Royal Navy. W łodziach klasy Hunt silniki te są nadal w użyciu.

## Użycie w transporcie kolejowym

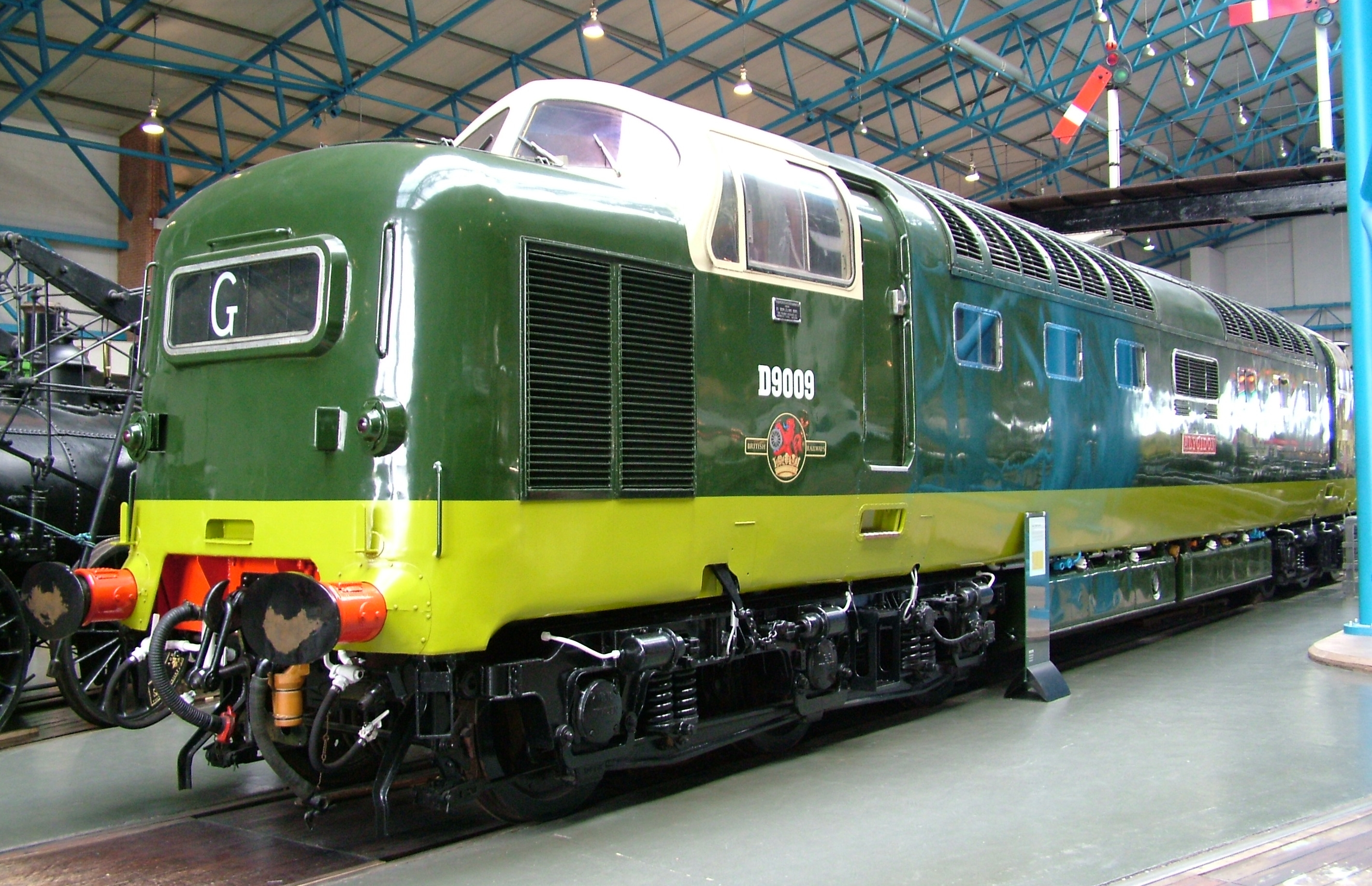
Brytyjska lokomotywa Class 55 w National Railway Museum, Wielka Brytania.

Silniki te znalazły też zastosowanie w dwóch typach lokomotyw zbudowanych po 1960 roku. 
W lokomotywie Class 55 zamontowano dwa silniki D18-25 Deltic: 18-cylindrowe, doładowane o mocy 1650 KM (1230 kW) każdy, a w lokomotywie Class 23 zamontowano mniejszy, 9-cylindrowy, turbodoładowany T9-29 Deltic o mocy 1100 KM (820 kW).

## Opis

Cykl pracy silnika Napier Deltic. Uproszczona animacja.

Cechą charakterystyczną tego silnika jest unikatowy układ cylindrów. Cylindry podzielone są na trzy bloki w układzie trójkąta. Na każdym wierzchołku trójkąta zlokalizowany jest wał korbowy. W każdym cylindrze poruszają się dwa tłoki. Jeden z tłoków odsłania w cylindrze otwory wlotowe, drugi wylotowe. Daje to możliwość wzdłużnego płukania cylindra bez konieczności stosowania zaworów i mechanizmu rozrządu.